# Арабське завоювання Піренейського півострова
Арабське завоювання Піренейського півострова — процес завоювання ісламським Омеядським халіфатом Піренейського півострова (Іспанії) та знищення християнського Вестготського королівства, що тривав у 711—718 роках. Опір нечисленних вестготів було зломлено, переважаючі іберо-римляни не змогли учинити серйозного опору завойовникам, а значна гебрейська меншість навіть вітала його, сподіваючись таким чином отримати рівні з християнами права. Династія магрибських Омеядів узяла владу в Іберії у свої руки, підтримуючи домінантну роль ісламу руками берберських найманців. Лише у Піренейських горах зберегли незалежність два невеликі важкодоступні регіони, які населяли баски і романізовані астури. Битва при Ковадонзі (722), в якій християни отримали першу перемогу, започаткувала Реконкісту. Проте, аж до 732 року араби здійснювали набіги по усьому півдню Франції до річки Луара, поки не були розгромлені при Пуатьє. На завойованих в Іберії землях утворилася ісламська держава — Кордовський емірат (Андалусія) під орудою Абд ар-Рахмана I, що пережила цілий ряд трансформацій і проіснувала до 1492. Завоювання було найзахіднішим розширенням Омеядського халіфату, так і початком мусульманського правління в Західній Європі. Також — Ісламське завоювання Іспанії, Омеядське завоювання Іспанії.

## Передумови
Відносно початкової природи експедиції, є наступні історичні гіпотези:
- війська були послані допомогти одній з сторін в громадянській війні з метою грабежу і майбутнього альянсу;
- що це був розвідувальний рейд, з метою перевірити військову силу Вестготського королівства;
- що це була перша хвиля повномасштабного вторгнення;
- що це був незвичайно великий набіг без подальших стратегічних намірів.

## Вторгнення
У арабських правителів Магрибу не було добре продуманого плану завоювання вестготської Іспанії. Велику частину населення Магрибу, звідки прибули завойовники, тоді складали бербери, які тільки нещодавно почали приймати іслам. Бербери неодноразово здійснювали набіги в південну частину Іберійського півострова після падіння римської влади. Є відомості про те, що 27 квітня 711 року Тарік ібн Зіяд із загоном вояків чисельністю від 1700 до 12,000 висадився в Іберії з метою вчинити черговий великомасштабний грабіжницький набіг, скориставшись розколом у Вестготському королівстві на західну частину (родригісти) і східну (вітиціани). На грабіжницьку версію вказує те, що його судна нагадували торгові, а коли стало зрозуміло, з якою метою прибули ці «торговці», християнські жителі довколишніх міст покидали своє майно і спробували сховатися в пагорбах, тобто вони поступили так, як зазвичай поступали жителі прибережних регіонів у разі короткочасного піратського рейду, а не облоги. Тарік захопив Альхесірас, і, дочекавшись підкріплення з Африки, рушив далі на північ, де 19 липня 711 року відбулася битва при Гвадалете, в якій було вбито короля Родеріха. Вестготські воїни, і без того нечисленні (їх чисельність була 1-2 % від загальної чисельності,), були розгромлені. Тільки невелика їх частина сховалася у фортеці Есиха неподалік від Севільї, але і вона була незабаром вимушена здатися. У 713 році деякий опір учинили фортеці Мерида і Сегоюела. Тарік вчинив вторгнення самовільно, але, згідно однієї з версій, дізнавшись про початковий успіх берберів в Іспанії, їм на допомогу поспішив Муса ібн Нусайр, арабський намісник з Іфрикії, головною метою якого було закріпити захоплені землі за арабами. Об'єднане військо мало приблизно в 10,000-15,000 вояків
У 714, Муса ібн Нусайр очолив похід з метою захопити захід Басконії і Кантабрійські гори та відкрити шлях до Галлеції. У період другого (або першого, залежно від джерел) арабського губернатора Абдул-Азіз ібн Муса (714—716) основні міські центри Каталонії капітулювали. У 714, його батько Муса ібн Нусайр захопити Сорію, західні регіони Басконії, Паленсію і Астурію аж до прибережного міста Хіхон. Північні райони Іберії мало цікавили завойовників, оскільки їх було важко утримувати, тож високогірне північне узбкркжжя Піренейського півострова залишилося нескореними.
У цей час війська Омеядів захопили Памплону, але місто не було зруйновано. Після компромісу з арабськими командирами було вирішено поважати місто і його жителів, практика, яка була широко поширена в багатьох містах Піренейського півострова. Війська Омеядів зустрічали мало опору. Враховуючи можливості зв'язку тієї епохи, за три роки майже повністю було захоплено терен аж до Піренеїв, але більшості міст була надана автономія.

## Нова адміністрація
У 713, Абд аль-Азіз ібн Муса підкорив вестготів під орудою Теодомира, який після поразки та загиьелі Родеріка управляв територією навколо Мурсії на південному сході Іберії. Теодомир підписав капітуляцію, за якою його землі були перетворені у васальну державу під орудою Омеядів. Його влада і християнські вірування підданих були збереженні; в обмін він пообіцяв сплачувати податки і видавати повстанців що воюють проти правління Омеядів або ісламу. Таким чином, життя багатьох жителів залишилися без змін, як до вторгнення Таріка і Муси. Договір, підписаний з Теодомиром створив прецедент для всієї Іберії, і міста капітулювали перед військом Омеядів отримуючи автономію, включаючи, ймовірно, муваладів Бану Касі в долині Ебро.
Ісламські закони не поширювалися на всіх громадян. Християни підпорядковувались вестготському зводу законів (Forum Iudicum), як і раніше. У більшості міст етнічні громади залишалися розділені і новоприбулі етнічні групи (сирійці, єменці, бербери тощо) мали будувати нові городки за межами існуючих міських кварталів. Це не стосувалось міст що були під прямим правлінням Омеядів. У Кордові, собор було розділено, щоб забезпечити релігійні потреби християн і мусульман. Ця ситуація тривала близько 40 років, до завоювання півдня Іспанії Абд ар-Рахманом (756).
Один з перших губернаторів (валі) Аль-Хурр ібн Абд-аль-Рахман аль-Такафі, поширив владу халіфату Омеядів у долину річки Ебро і північно-східні кордони Іберії, підпорядкував велику частину території і розпочав у 717 перші набіги через Піренеї у Септиманію. Крім того, він заклав основи цивільної адміністрації Омеядів в Іберії, шляхом відправки чиновників цивільної адміністрації в завойовані міста і землі, що охоронялись мусульманськими гарнізонами, зазвичай розквартированими поруч з регіональними центрами. Крім того, al-Hurr відновив права на землю їх попереднім християнським землевласникам, що значно додали дохід в скарбницю губернаторів Омеядів і халіфа Дамаска, так як тільки немусульмани підлягали оподаткуванню. Завдання встановлення цивільної адміністрації у завойованій частині аль-Андалус в основному завершилася губернатором Яґ'я ібн-Салама аль-Кальбі 10 років потому.

## Етнічні групи і внутрішня напруженість
На першому етапі вторгнення армія складалась з берберів і різних груп арабів. Ці народи об'єналися навколо прапора Омеядів, але не змішувалися і оселялись в окремих містах або різних кварталах міста. Бербери, що на той час нещодавно прийняли іслам, як правило, отримували найскладніші завдання і їм для розселення була віддана найбільш пересічена місцевість, в той час як араби зайняли більш привабливі рівнини південної Іберії
Отже, бербери розпочали заселення Галисії (у тому числі, можливо, Астурії), і долини Ебро, але клімат на цих теренах для берберів був неприємним, вологим і холодним. Невдоволення берберів арабським правлінням (спроби ввести податок на берберів-мусульман тощо) викликали повстання в Північній Африці, і далі поширилося на Іберію. Повстання почалося у 730 році, коли Мунуза, можновладець східних Піренеїв уклав союз з герцогом Аквітанії і Васконії Одо Аквітанським і відокремився від Кордови.
Ці внутрішні тертя постійно погрожували (або іноді може, як не парадоксально, стимулювали) Омеядів постійно розширюється військову присутність в аль-Андалус під час Конкісти. У 739, Укба ібн аль-Хаджжаджа довелося скасувати експедицію в регіон Нижньої Рони для боротьби з берберським повстанням на півдні. В наступному році, берберські гарнізони, дислоковані в Леоні, Асторга та інших північно-західних форпостах залишили місця дислокації, а деякі з них навіть перейшли в християнство. Постійні мусульманські поселення були створені на південь від Дору.
Повстання берберів прокотилася аль-Андалусом під час губернаторства валі Абд аль-Малік ібн-Катан аль-Фіхрі. На підкріплення були надісланні єменські араби зі Східного Середземномор'я. Повстання берберів було придушено, арабські війська були посилені після 742. Після скинення влади Омейядів в Сирії, валі Юсуф ібн Абд ар-Рахман аль-Фіхрі залишався при владі до своєї поразки від Абд-ар-Рахмана I у 756, і створення незалежного від Аббасидів омеядського Кордовського емірату. Саме в цей період заворушень, король Піпін Короткий захопив Нарбонну в Септиманії (759).

## Карти

711
712
713
714
716
719
724

## Післямова
Піренейський півострів був найзахіднішою губернією халіфату Омеядів — Іфрикія. Завоювання тривало протягом кількох сотень років, в цей час велика частина Піренейського півострова була відома як Аль-Андалус, де домінували мусульманські правителі. Тільки декільком новим малим християнським володінням вдалося відновити державність на крайній гірській півночі півострова.
У 756 представник Омеядів, Абд ар-Рахман I повалив владу Аббасидського халіфату, захопив Аль-Андалус, Кордову і Севілью, проголосив себе еміром або маліком, та оголосив незалежність від Аббасидів на п'ятничній молитві. У результаті цих подій південна Іберія стала де-юре і де-факто незалежною від Дамаського халіфату. Хоча це не було визнано за межами аль-Андалус і тих північноафриканських територій, з якими він був пов'язаний, Абд ар-Рахман I і особливо його наступники вважали, що вони були законними спадкоємцями халіфату Омеядів, тобто, що їх правління було легітимнішим за Аббасидів. Проте, Абд ар-Рахман I ніколи не мав на меті створення окремої держави, але прагнув відвоювання всього терену Халіфату замість цього.
За часів володарювання Абд ар-Рахмана I (до його смерті у 788), аль-Андалус зазнав централізації і повільної, але стійкої гомогенізації. Автономний статус багатьох міст і регіонів узгоджений в перші роки завоювання було скасовано у 778, в деяких випадках набагато раніше (Памплони у 742, наприклад). Іспанська Церква заснована в Толедо, чий статус в значній мірі залишався незмінним під час Конкисти, мала адопционістський конфлікт з Римською Церквою в кінці VIII століття. Рим спирався на союз з Карлом Великим (у війнах з кордовськими емірами), щоб захистити свою політичну владу і майно, і пішов на визнання Астурійського князівства на противагу Кордові, і Альфонсо II як короля. Населення аль-Андалус, особливо місцеві дворяни, що воліли брати участь у самоврядуванні, стали приймати іслам і арабську мову. Тим не менше, більшість населення залишалася християнами (через мосарабський обряд), і латина (мосарабська варіація) залишалася основною мовою до ХІ століття.
Абд ар-Рахман I заснував незалежну династію, яка проіснувала до ХІ століття, що була замінена низкою дрібних еміратів які були не в змозі зупинити Реконкисту північних християнських королівств. Альморавіди (1056—1147), Альмохади (1147—1269) та Мариніди (з 1269) займали престол аль-Андалус наступними, але це не допомогло запобігти фрагментації території мусульманських держав. Останній мусульманський емірат, Гранада зазнав поразки від військ Кастилії (наступник Астурії) і Арагона під орудою Ізабелли і Фернандо у 1492. Остання хвиля депортацій з Іспанії тубільців мусульманського походження відбулася у 1614 році.